# Пруды (Богородский район)
Пруды — деревня в Богородском районе Нижегородской области. Входит в состав Каменского сельсовета.

## География
Находится в 21 км от Богородска и в 27 км от Нижнего Новгорода

## История
В «Списке населенных мест» Нижегородской губернии по данным за 1859 год значится как владельческая деревня при речке Ункоре в 31 версте от Нижнего Новгорода. В деревне насчитывалось 55 дворов и проживал 494 человека (225 мужчин и 269 женщин).

## Население
| 1999 | 2002 | 2010 |
| ---- | ---- | ---- |
| 128  | ↘126 | ↘81  |

Национальный состав
Согласно результатам переписи 2002 года, в национальной структуре населения русские составляли 92 % из 126 человек..